# シャングリ・ラ・ホテルズ&リゾーツ

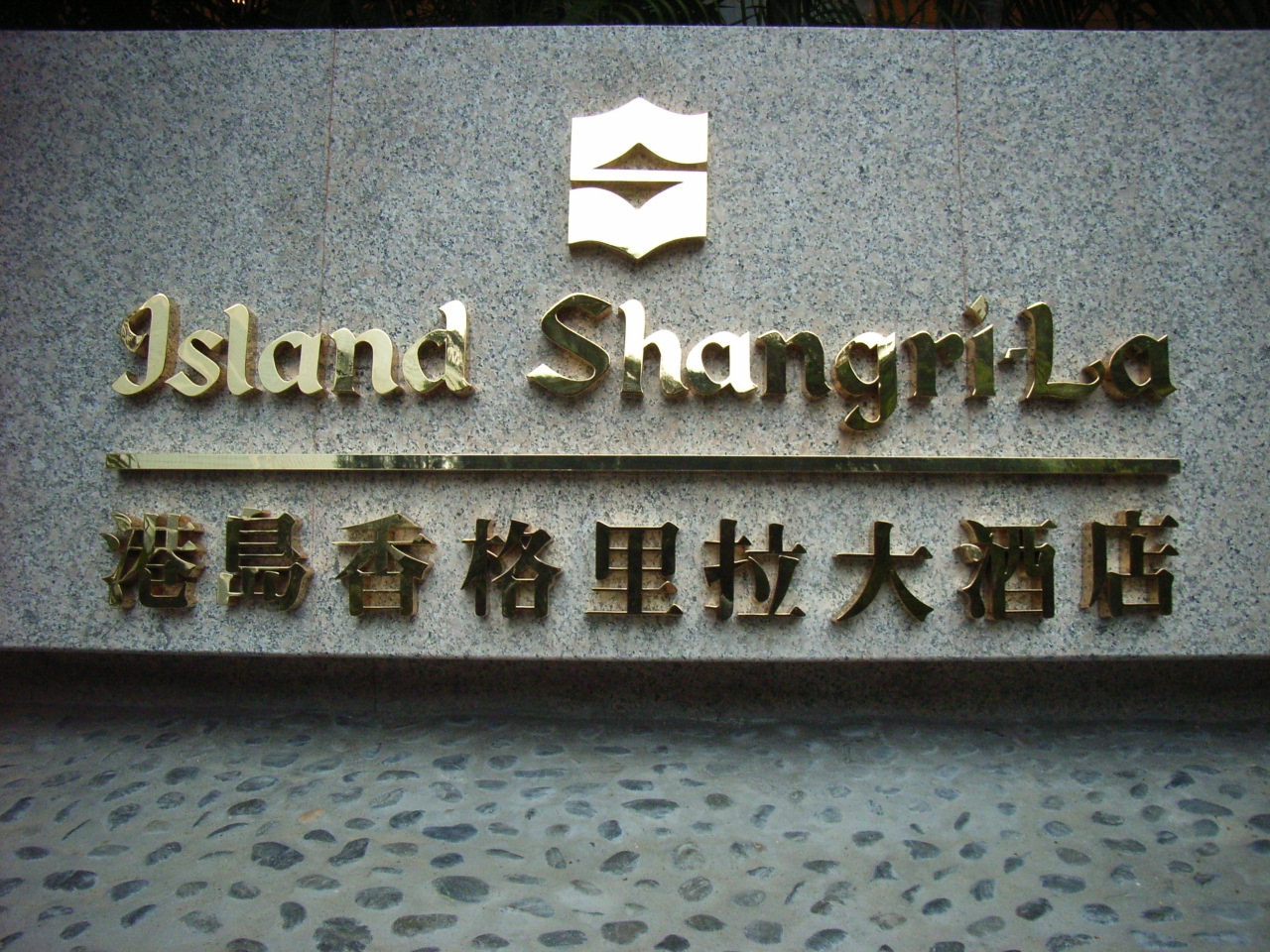
香港のアイランド　シャングリ・ラ

シャングリ・ラ ホテルズ&リゾーツ（英語: Shangri-La Hotels and Resorts、中国語: 香格里拉酒店及度假酒店集团）は、香港に本拠地を置くケリー・グループ（嘉里集団）が経営するホテルチェーン。

## 概要
マレーシア出身の中国系企業家ロバート・クオック（郭鶴年）が1971年にシンガポールに最初のホテルを開いた。これを皮切りに、現在はアジアや中東の主要都市と大陸中国の観光地やフィジーなどのリゾート地を中心にホテルとリゾートを展開している。
2003年にはアジア以外への初めての進出先としてオーストラリアのシドニーに「シャングリ・ラ・ホテル・シドニー」（旧全日空ハーバーグランドホテル）をオープンさせた。
2007年、カナダのブリティッシュコロンビア州・バンクーバーのダウンタウンに、北米初となるシャングリ・ラ・ホテルおよびレジデンスを建設した。
2009年3月、日本に進出しシャングリ・ラ ホテル 東京を東京・丸の内トラストタワー本館27 - 37階に開業した。
2011年より、新ブランド「ケリーホテル」を北京、上海にて展開。
2014年8月25日、新ブランド「ホテルジェン」の導入を発表。

## ホテルブランド
シャングリ・ラ・ホテル
ビジネス客のみならずリゾート客を主要顧客層としたラグジュアリーホテルである。スパやプールなど、都会にあろうともホテル自体でリゾートが成り立つような設備が設置されているケースが多い。
トレーダースホテル
アジア地区に多く設置されているビジネス客を主要顧客層としたホテル。シャングリ・ラ・ブランドよりは廉価であり、マルチメディアに対応した会議室を備えたビジネスセンター等、ビジネスで使用する宿泊客を前提とした設備が備わっていることが特徴。
ケリーホテル
2011年に発表された高級ブランド。
ホテルジェン
2014年8月25日に発表された新ブランド。「ジェン」とは「発見が好きなプロのホテル経営者」という設定の架空の人物の名前。
トレーダースホテルの転換により開業したホテルが多く、比較的廉価なブランドとなっている。

## 日本での展開

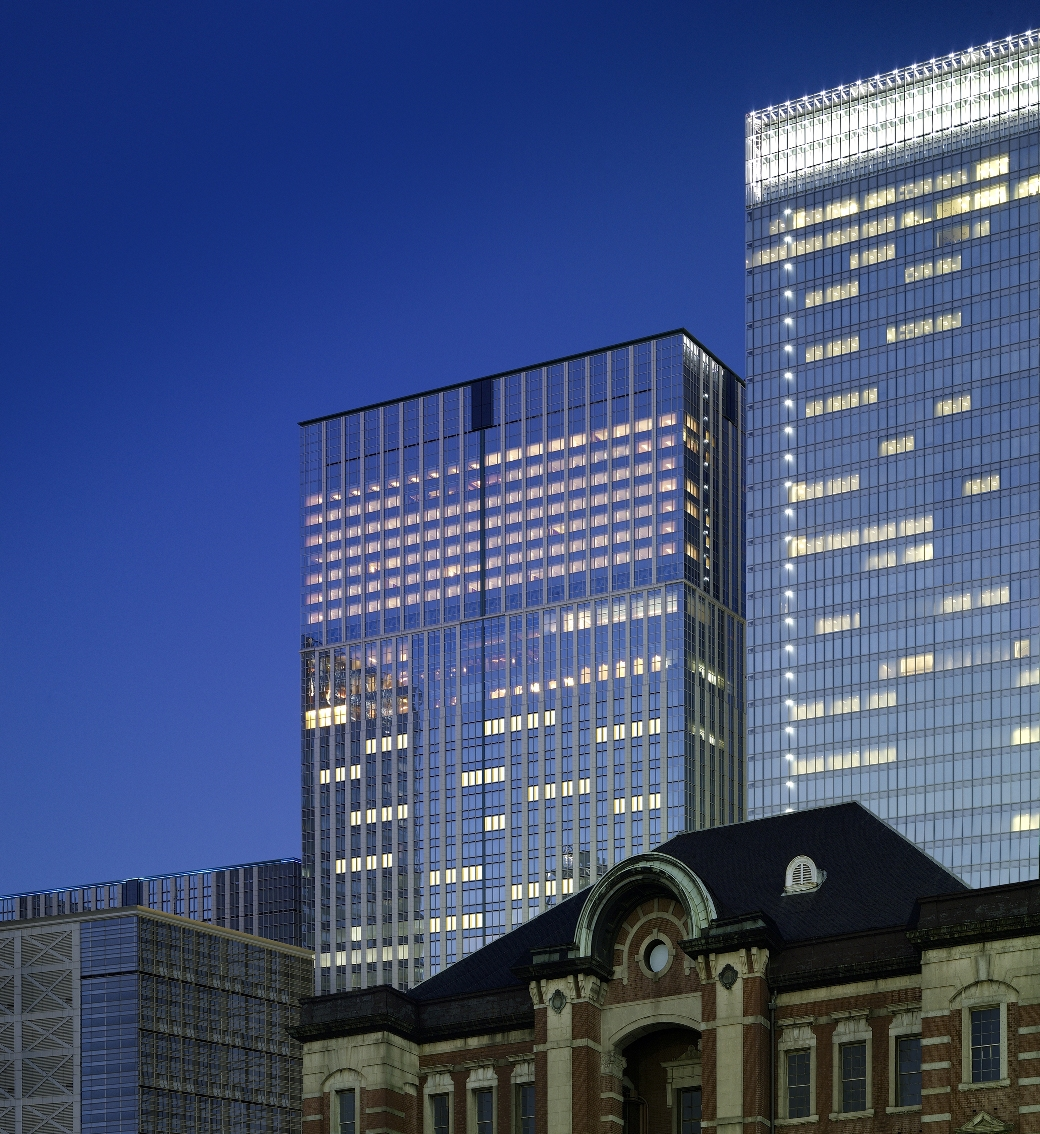
シャングリ・ラ ホテル 東京

### 営業中のホテル
- 東京：シャングリ・ラ ホテル 東京

### 新規開業予定
- 京都：シャングリ・ラ京都二条城（仮称）
2022年7月着工・2025年3月開業予定。地下1階地上4階建て、客室は77室を予定。[1][2][3]

## 主なホテルの所在地

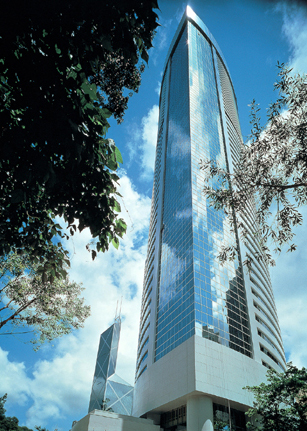
アイランド・シャングリ・ラ 香港

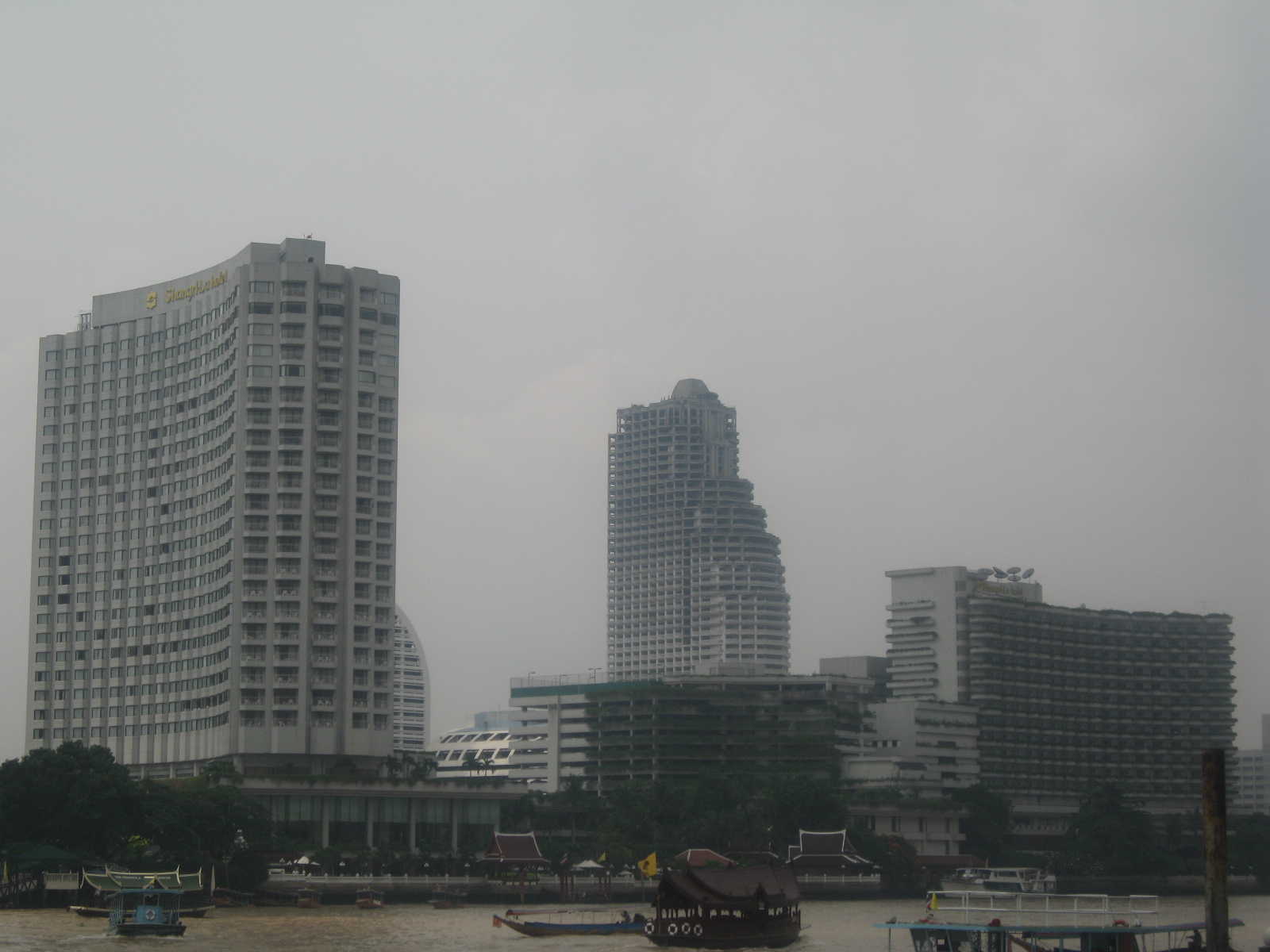
シャングリ・ラ・バンコク

### アジア
- 香港：カオルーン・シャングリ・ラ、アイランド・シャングリ・ラ、ケリーホテル香港、ホテルジェン香港
- 日本：シャングリ・ラ ホテル 東京
- バンコク：シャングリ・ラ・バンコク
- チェンマイ：シャングリ・ラ・ホテル チェンマイ
- シンガポール：シャングリ・ラ・シンガポール、シャングリ・ラ・ラサセントーサ・リゾート、トレーダースホテル
- 台北：シャングリ・ラ ファーイースタンプラザホテル 台北
- 台南：シャングリ・ラ ファーイースタンプラザホテル 台南
- マニラ：マカティ・シャングリ・ラ、エドサ・シャングリ・ラ、トレーダースホテル
- セブ：マクタン・シャングリ・ラ・リゾート&スパ
- ボラカイ：シャングリ・ラ・リゾート&スパ
- クアラルンプール：シャングリ・ラ、トレーダースホテル
- コタ・キナバル：シャングリ・ラ・ラサ・リア・リゾート、シャングリ・ラ・タンジュン・アル・リゾート
- ペナン：シャングリ・ラ・ゴールデンサンズ・リゾート・ペナン、シャングリ・ラ ラサ・サヤン・リゾート&スパ ペナン、トレーダース・ホテル・ペナン
- ジャカルタ
- スラバヤ
- 北京：中国大飯店（チャイナワールド ホテル 北京）、国貿飯店（トレーダース・ホテル）、北京ケリーセンターホテル、北京シャングリ・ラ
- 上海・蘇州・大連・広州・杭州・包頭・北海・長春・常州・成都・福州・ハルビン・フフホト・青島・深圳・武漢・西安・広東省中山
- ヤンゴン：スーレー シャングリ・ラ ホテル（旧：トレーダース ホテル）
- コロンボ：シャングリ・ラ ホテル コロンボ
- モルディブ：シャングリ・ラ ビリンギリ リゾート&スパ モルディブ
- ウランバートル：シャングリ・ラ センター・ウランバートル

### 中東
- ドバイ：シャングリ・ラ・ホテル・ドバイ、トレーダースホテル
- マスカット：シャングリ・ラ・バールアルジサ・リゾート&スパ

### オセアニア
- シドニー
- ケアンズ

### ヨーロッパ
- パリ：シャングリ・ラ ホテル パリ
- ローマ：シャングリ・ラ ホテル ローマ
- ロンドン：シャングリ・ラ ホテル ザ・シャード ロンドン

### 北アメリカ
- バンクーバー：シャングリ・ラ ホテル バンクーバー
- トロント：シャングリ・ラ ホテル トロント

### アフリカ
- モーリシャス：シャングリ・ラ ホテル モーリシャス

## 会員組織
「ゴールデン・サークル」と呼ばれる独自の会員制度を持っている。追加料金でのアップグレード、朝食無料、選択式のウェルカムアメニティなど、特典が多い会員制度であるが、パックツアーの利用者の入会を受け付けておらず、日本語の予約センターを持たないことも相まって、英語が話せない日本人の入会は困難な状態だった。2005年になって、日本語によるウェブ予約が整備されて直接予約が可能になり入会しやすくなった。

## バリュー・レート
当該ホテルチェーンでは一切割引のないレート（宿泊料金）の事を示し、俗にタリフ・レートと呼ばれている。この料金で宿泊すると、朝食無料、夕食かリムジンでの空港までの送迎無料、クリーニング完全無料、モーターを使わないマリンスポーツ・インターネット・国際電話無料等々の無料特典がつくため、あえてこの値段で泊まるお客も多い。このホテルチェーンの名物でもある。ただし、ホテルによって無料特典の種類が大きく異なるため、予約時はサービスの内容を確認したほうが良い（例えば、シャングリ・ラ ホテル 東京ではクリーニング完全無料は付属していない）。